# Fort de Belleville
Le fort de Belleville, appelé brièvement redoute Chevert, est un ouvrage faisant partie de la place fortifiée de Verdun, situé au sud de la commune de Belleville-sur-Meuse, se situant à 311 m d'altitude.

## Histoire
Le fort de Belleville fait partie des six premières redoutes, dites « de la panique », construites juste après la guerre franco-prussienne de 1870-1871. Construit en 1875-1877, il est situé sur la rive droite de la Meuse, juste au nord de Verdun, à Belleville-sur-Meuse.
Par le décret du 21 janvier 1887, le ministre de la Guerre Georges Boulanger renomme tous les forts, batteries et casernes avec les noms d'anciens chefs militaires1. Pour le fort de Seclin, son « nom Boulanger » est en référence au François Chevert, né à Verdun le 2 février 1695 et décédé à Paris le 24 janvier 1769, engager comme simple soldat à l'âge de 11 ans, il fit de nombreuses campagnes sous Louis XV et devint maréchal de camp en 1744. À sa mort, il était gouverneur de Givert-Charlemont. Le nouveau nom est gravé au fronton de l'entrée. Dès le 13 octobre 1887, le successeur de Boulanger au ministère, Théophile Ferron, abroge le décret[réf. souhaitée]. Le fort reprend officiellement son nom précédent, tout en gardant le nom Boulanger à son fronton.

## Description
Fort de première génération, il est de forme pentagonal à gorge rentrante, avec ailerons aux saillants II et IV et une caponnière double au saillant III. Construit pour abriter 164 hommes et 24 pièces d'artillerie, Un petit ravelin avec corps de garde précédait l'entrée sur les glacis. L'entrée d'escarpe semble avoir été pourvue d'un pont roulant à effacement longitudinal. Le tunnel de l'entrée est assez court. Il débouche dans une cour transversale avec un passage en tunnel sur la gauche. Cette cour, vers la capitale, est longée à quelque distance par une seconde, parallèle, où sont blotties les huit petites travées du casernement. Entre l'entrée et la caponnière de tête, ces deux cours forme deux creux dans le merlon central épousant la capitale. Ce merlon scinde le front en deux parties à peu près égales où l'on trouve des traverses-abris enrobées et quelques locaux palliant tant bien que mal l'absence de magasin à poudre. Bien que d'accès difficile, les aileron sont aussi jolis extérieurement qu'intérieurement. Ils apparaissent comme striés de traits verticaux qui sont autant de créneaux de tir.Leur intérieur, assez étroit, montre un parfait mariage de maçonneries de moellons et de briques de terre cuite. Leur plafond est fait de voussures en briques s'appuyant sur des poutrelles. Nous supposons que l'intérieur de la caponnière double doit être identique, mais nous n'y avons pas accès.
Le fort de Belleville aurait reçu près de 5 000 obus durant la bataille de Verdun, mais sans que le calibre dépasse 150 ou 210 mm. Belleville a conservé de beaux reste mais, comme partout ailleurs dans la place, des galeries ont été creusées par-dessous pendant la guerre (sur 660 m environ), et il est dangereux de s'y risquer. On lui prête cinq batteries annexes désignées, selon la numérotation en vigueur en 1912, de 7-1 à 7-5. La 7-1 n'est autre que la batterie de Monttgrignon, la 7-2 proche du saillant I n'a plus qu'une traverse-abri transformée en garage, on désigne parfois comme étant la batterie de la Carrière. Des 7-3 (proche du saillant II), 7-4 (proche du saillant IV) et 7-5 (plus à droite encore).

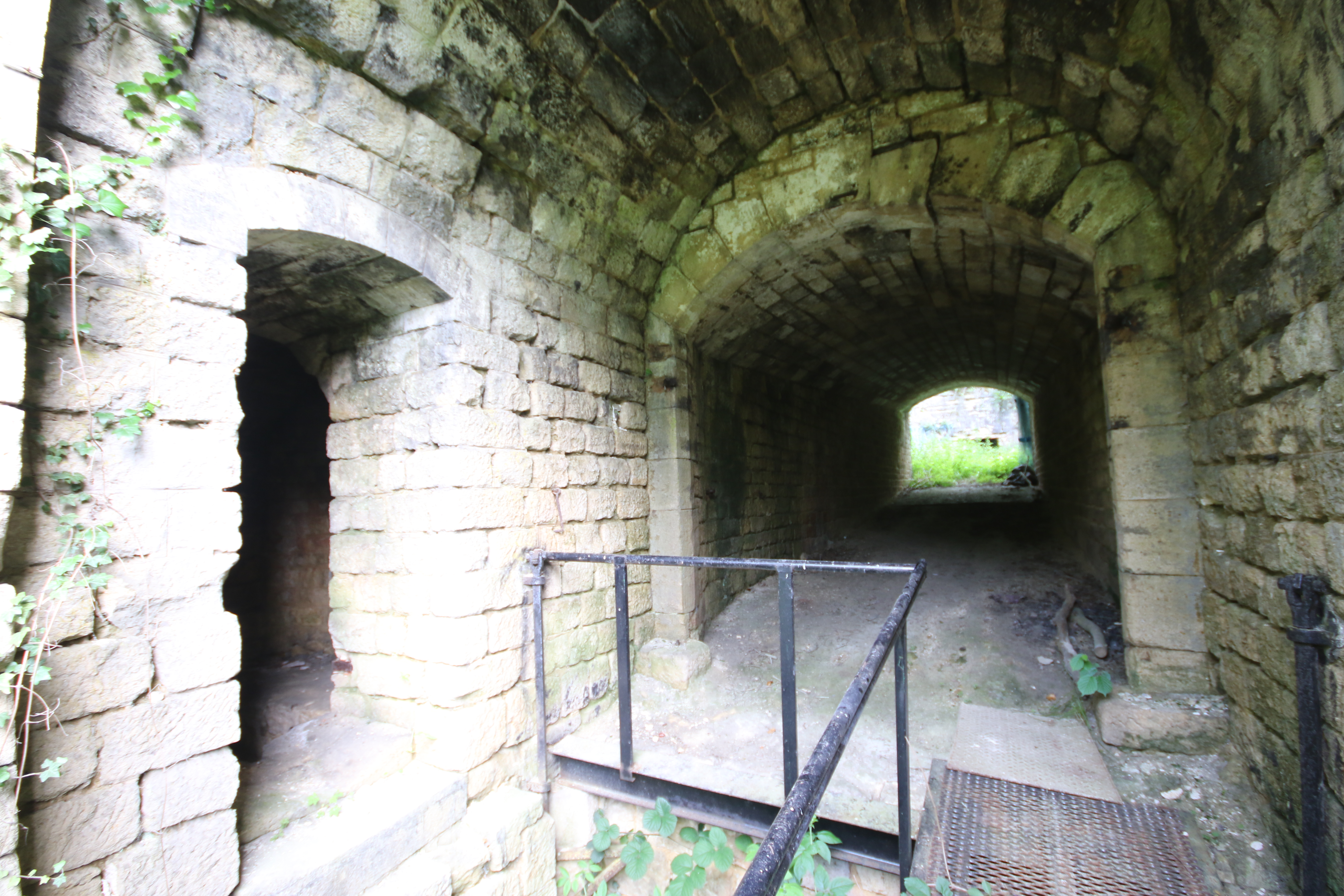
Le tunnel de l'entrée.
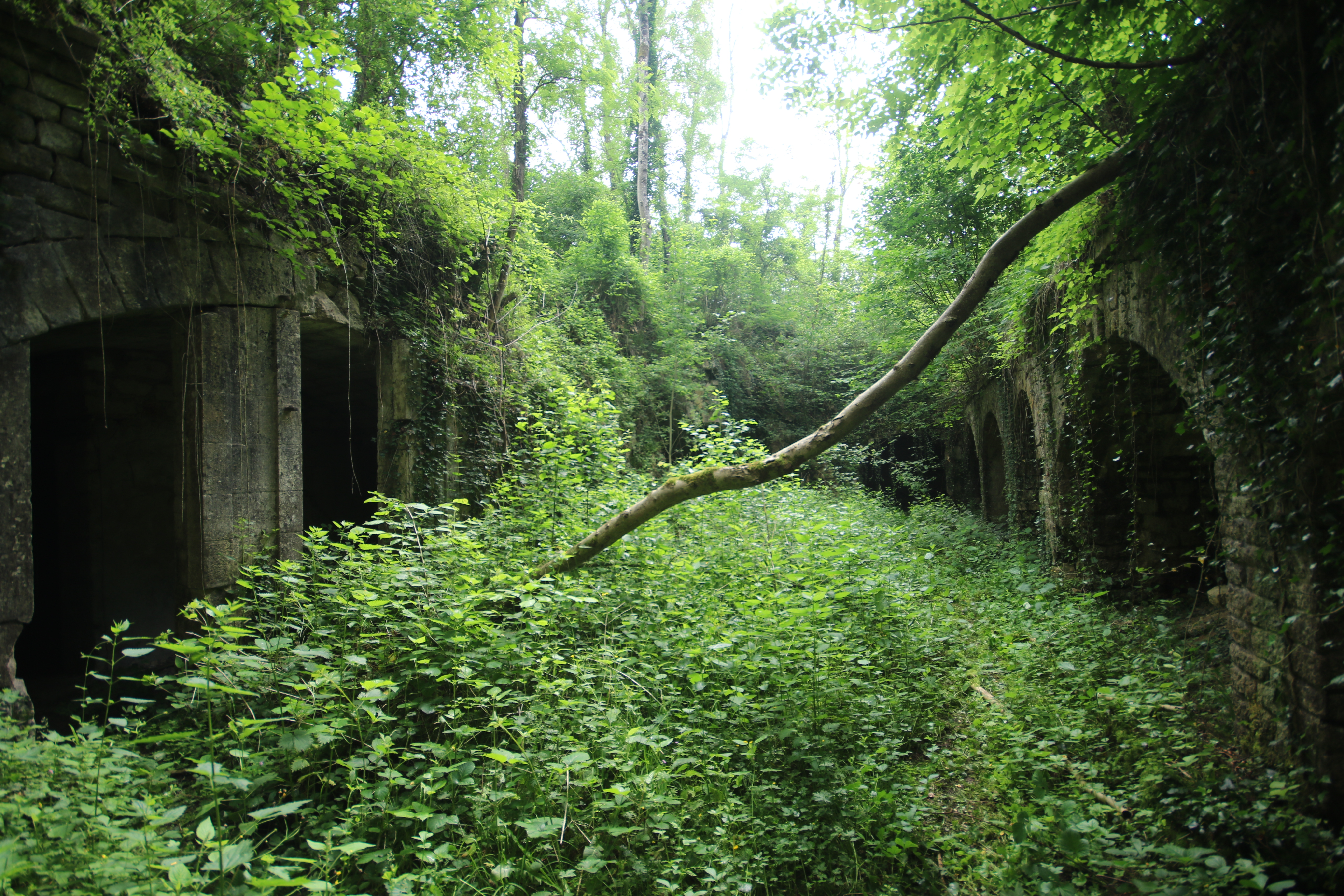
Intérieure de la cour.
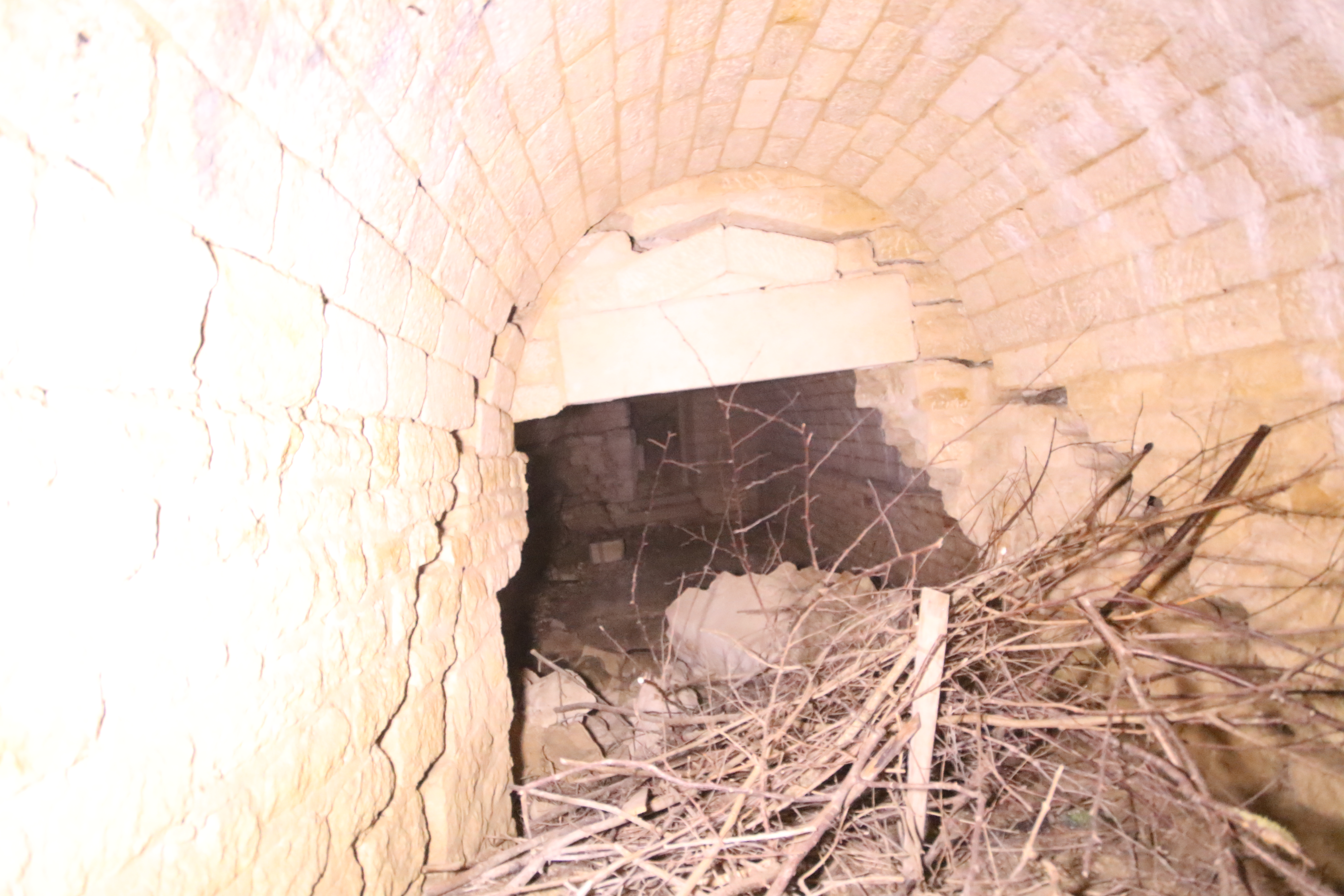
Magasin à poudre.
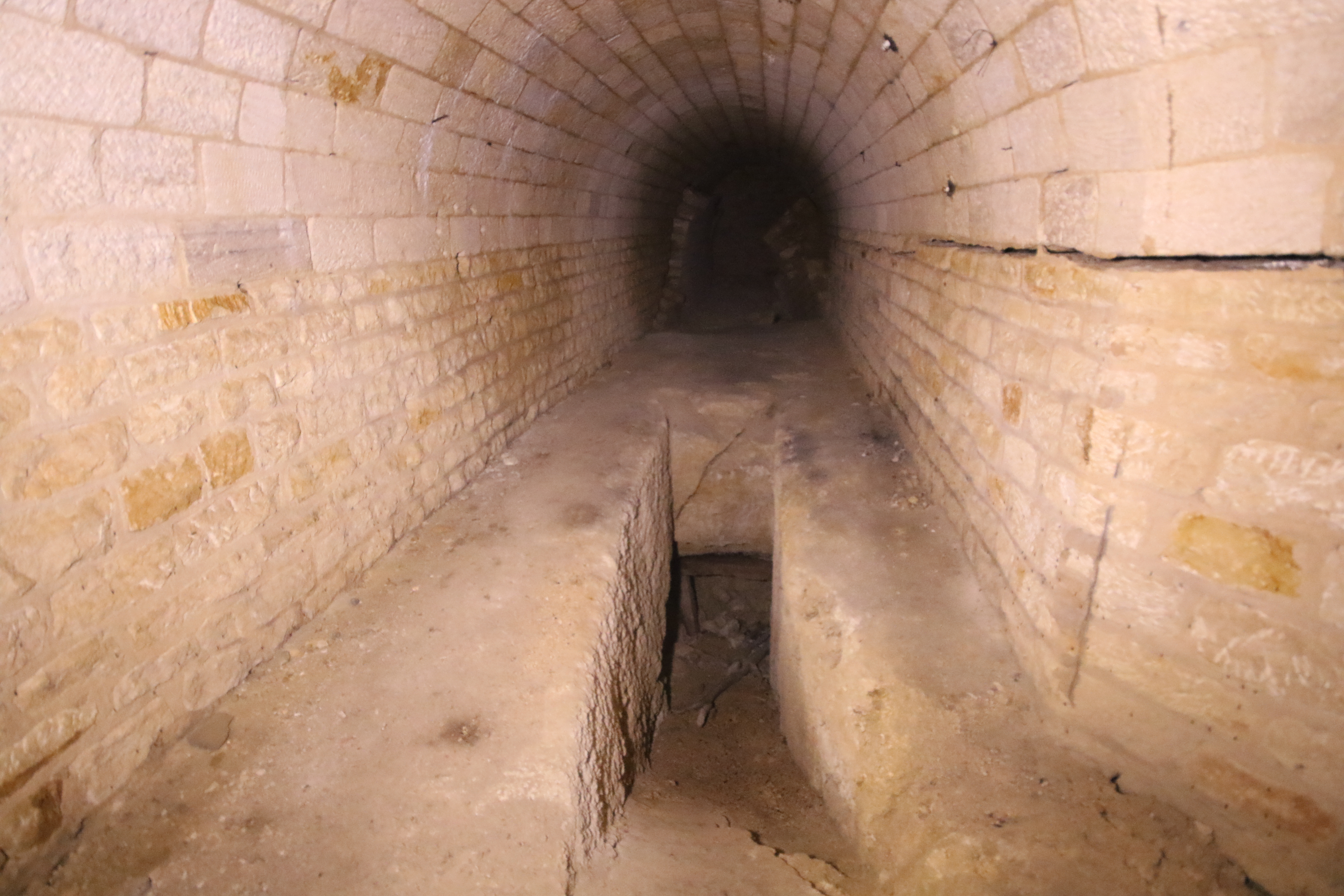
Le départ d'une galerie de 17 dans une traverse-abri.

Pour le centenaire de la Première Guerre mondiale, la mairie a décidé de mettre en valeur les fossés pour que les gens puissent admirer les caponnières.